# Rete tranviaria di Bourges
La rete tranviaria di Bourges è stato un sistema di trasporto pubblico della città francese di Bourges, composto da tre linee, per un totale di circa 7 km: la rete è stata inaugurata nel 1898 e chiusa nel 1949.

## Storia e infrastruttura
La creazione di una rete tranviaria per la città di Bourges fu affidata alla Compagnie des tramways de Bourges, meglio conosciuta con l'acronimo di CTB: la società ebbe una concessione di cinquant'anni ed i lavori di costruzione iniziarono nel 1896. Il progetto prevedeva una tranvia a trazione elettrica con scartamento metrico: la prima linea fu inaugurata il 25 maggio 1898 con un percorso che andava dalla stazione fino alla strada di Saint Amand, per una lunghezza di due chilometri e mezzo; le altre due linee furono aperte nel corso del anno, entrambe con partenza sempre dalla stazione e con arrivo una a Pyrotechnie, lunga circa tre chilometri e mezzo e l'altra a via Catherinot, lunga due chilometri e mezzo. Il deposito e la sottostazione elettrica erano entrambi posti lungo via Théophile Lamy, sulla linea per Saint Amand ed il materiale rotabile contava quindici motrici e quattro rimorchi.
Nel 1899 fu costruita una tranvia totalmente indipendente, per puro scopo militare, con scartamento di sessanta centimetri, passato poi a quello metrico nel 1915, che collegava Pyrotechnie con la Porte n°9: tale tranvia resterà in funzione fino al 1961.
Il primo taglio avvenne già nel 1922 quando fu chiusa la linea che conduceva a via Catherinot, mentre il resto della tranvia continuò a svolgere il suo normale servizio: fu la seconda guerra mondiale e l'avvento dei mezzi su gomma a decretarne la chiusura, che riguardò prima la linea per Pytotechnie, il primo ottobre 1948, seguita da quella per la strada di Saint Amand, il 21 agosto 1949; la tranvia cessava così di esistere, la rete smantellata ed il deposito riutilizzato come rimessa per gli autobus: un progetto di ricostruzione è stato presentato nel 2007.